# Xunhua
Xunhua (chiń. 循化撒拉族自治县; pinyin: Xúnhuà Sǎlāzú Zìzhìxiàn) – salarski powiat autonomiczny w środkowych Chinach, w prowincji Qinghai, w prefekturze miejskiej Haidong. W 1999 roku liczył 107 549 mieszkańców.